# نجم نيوتروني

رسم توضيحي ل نباض، ويعتقد وجود نجم نيوتروني في وسطه. كما تبين خطوط المجال المغناطيسي، ونفاثاتي اطلاق الطاقة في هيئة مخروطين ضيقين.

النجم النيوتروني هو جرم سماوي ذو قطر متوسط يقدر بحوالي 20 كم وكتلته تتراوح ما بين 1,44 و 3 كتلة شمسية، وهو نوع من البقايا ينتج عن الانهيار الجاذبي لنجم ضخم في مستعر أعظم من نوع: "II" أو "Ib" أو "Ic". يتكون هذا النجم بشكل خاص من مادة مكونة من النيترونات، وكثافته كبيرة فقد تصل إلى أكثر من {\displaystyle 10^{1}2} في مركزه، أي أن سنتيمترا مكعباً من هذه المادة يعادل كيلومتراً مكعباً من الجليد ذو كثافة 1 غرام لكل سنتيمتر مكعب. والنجم النيوتروني يتمتع بخصائص أخرى غير كثافته الكبيرة، مثل الحقل المغناطيسي المحيط به، ودرجة حرارته العالية. النجوم النيوترونية هي أصغر وأكثر أنواع النجوم المعروفة كثافةً.
- بعد نفاذ الوقود الذري في النجم وهو عنصر الهيدروجين تتغلب قوى الجذب في النجم على قوى التشتت، وتنقلب مناطقه الغازية الخارجية لتصب في الداخل، وتزيد كثافة النجم شيئاً فشيئاً بتزايد انكماش الذرات داخله تحت تأثير الجاذبية. ويظل انكماش الذرات داخله مع فقدانه المتزايد للحرارة، حتى يأتي الوقت الذي تبتلع فيه نوى الذرات الإلكترونات المحيطة بها، وشيئاً فشيئاً يُصبح النجم عبارة عن نواة واحدة عظيمة الكبر، وبامتصاص البروتونات للإلكترونات تتحول بالتفاعل النووي إلى نيوترونات، وتصبح كل تلك المادة الغريبة للنجم مادة النيوترونات. ولهذا يسمى النجم النيوتروني.
- يحدث هذا التحول للنجوم حيث تنقلب إلى نجوم نيوترونية عندما تكون كتلة نواتها في الحدود بين 1 و3 كتلة شمسية. أما إذا كانت كتلة النجم أكبر من هذا الحد، فإن النجم يتحول في آخر عمره إلى ثقب أسود.

## اكتشافه
في عام 1932 اكتشف السير جيمس شادويك James Chadwick النيترون كجزيء للمادة ولذلك حصل على جائزة نوبل في الفيزياء عام 1935.
في العام 1931,أي قبل اكتشاف النيترون بعام، طرح ليو دافيدوفيتش لنداو Lew Dawidowitsch Landau بشكل نظري وجود النجوم النيترونية. وفي العام 1933 بحث فالتر بادي وفريتز زفيكي النجوم النيترونية. ووصفوها، بشكل نظري على أساس نظرية ولادة النجوم، على أنها الشكل النهائي لتطور النجم.

## التركيب الداخلي

Aufbau eines Neutronensterns

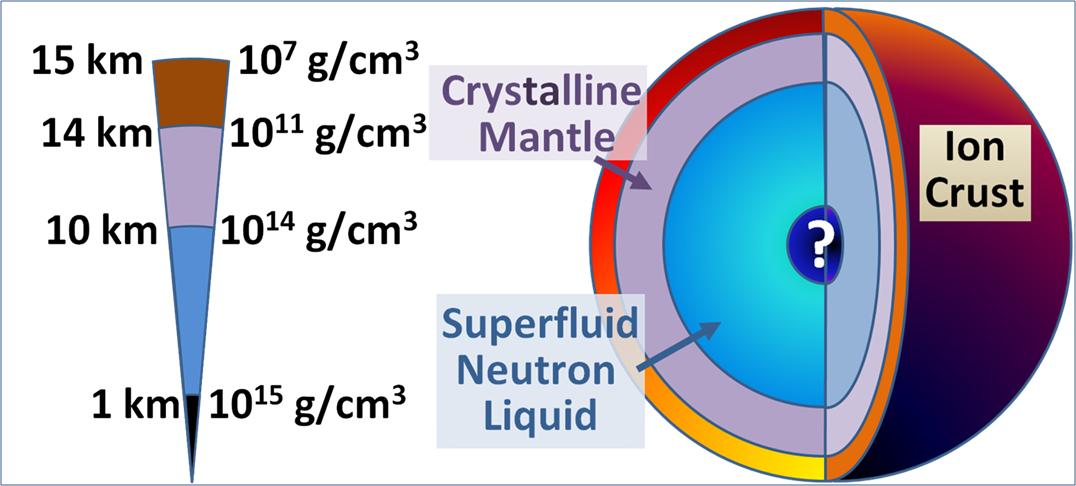
Dichteverteilung

عن طريق معلوماتنا عن خواص الجسيمات المشتركة في تكوين النجم النيوتروني التي نعرفها من علم الجسيمات الأولية فيمكن تقسيم باطن نجم نيوتروني قطره 20 كيلومتر إلى الطبقات الآتية:
يبلغ الضغط على سطحه صفر، وحيث أن النيوترونات الحرة غير مستقرة فيوجد على السطح أنوية الحديد وإلكترونات.
وتكون تلك الأنوية في العادة بلورات إلا أنه نظرا لقوى الجاذبية البالغة الكبر فهي تمنع تكون بلورات ترتفع فوق السطح أكثر من عدة مليمترات. وإذا فرض وكان على السطح جو من البلازما الساخنة فلن يزيد سمكها عن عدة سنتيمترات.
ويقدر سمك الطبقة المتكونة من بلورات أنوية الحديد نحو 10 متر. وتتزايد متوسط كثافة البلولورات إلى نحو 1/1000 من كثافة الأنوية نفسها مع زيادة العمق حتى عمق 10 متر. كما تتزايد نسبة النيوترونات في الأنوية وتتكون أنوية حديد غنية بالنيوترونات، وتكون مستقرة في تلك الظروف المحيطة المتناهية الصعوبة.
وعلى عمق 10 متر يكون الضغط عالي جدا بحيث تتواجد نيوترونات حرة. ومن هنا تبدأ طبقة وسطية قد تصل إلى 1 أو 2 كيلومتر تتكون من أنوية الحديد المتبلورة بجانب سائل من النيوترونات. وفيها تتناقص نسبة الحديد من 100% إلى 0% بينما تتزايد نسبة النيوترونات. كما يرتفع متوسط الكثافة إلى أن تصل إلى كثافة أنوية الذرة وقد تزيد عنها.

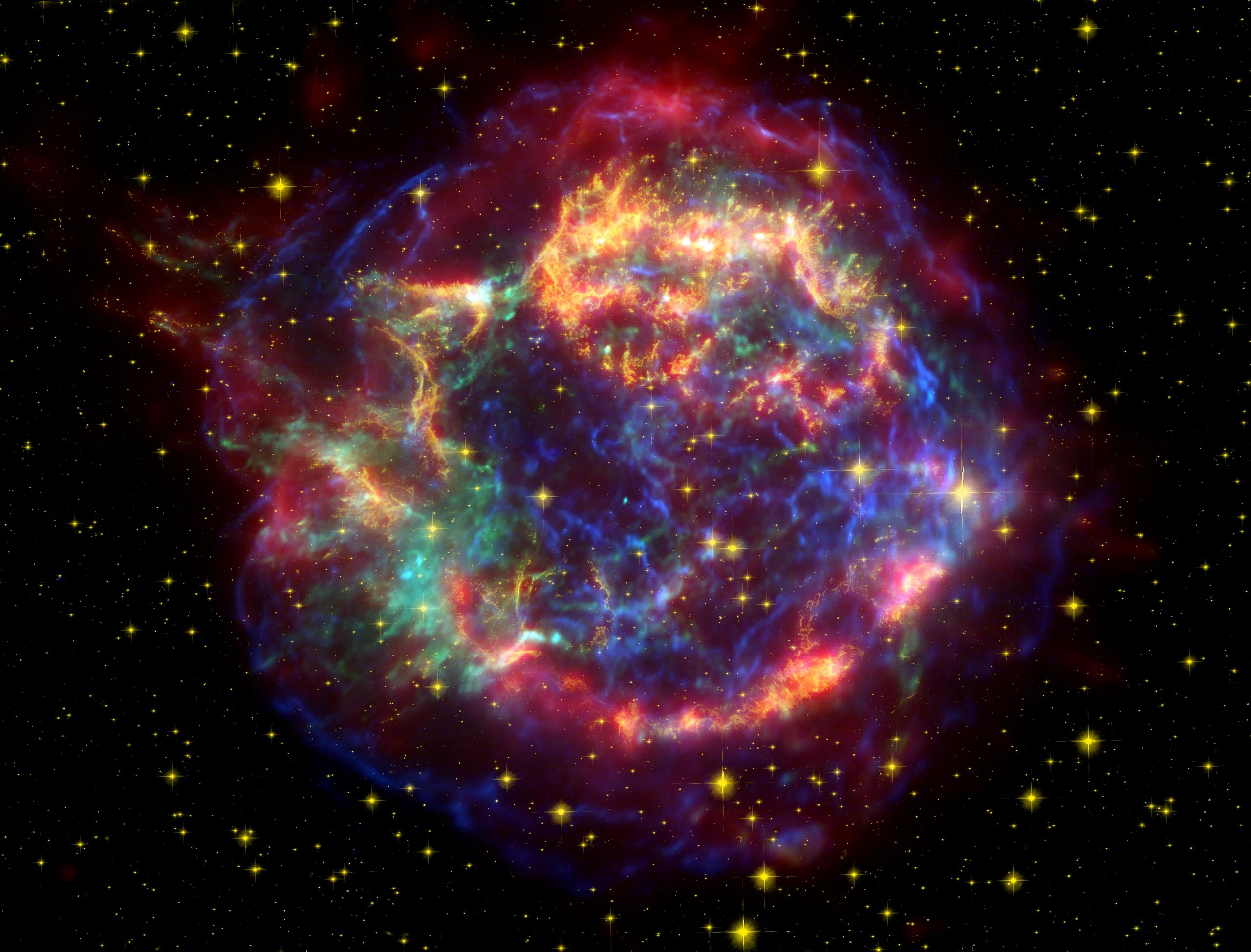
مستعر أعظم ذات الكرسي أ في وسطه نجم نيوتروني يُصدر أشعة إكس.

يتبع الطبقة المتوسطة من النجم النيوتروني نيوترونات بحيث يصبح مكونا من نيوترونات وقليل من البروتونات والإلكترونات في حالة توازن حراري. وبحسب درجة الحرارة فإذا كانت منخفضة نسبيا فيمكن للنيوترونات ان تكون في حالة ميوعة فائقة وأن تكون البروتونات فائقة التوصيل. ويتميز النجم النيوتروني بدرجة حرارة حرجة عند درجة 1011 كلفن ، أي أن النجم النيوتروني يصل إلى حالة الميوعة الفائقة خلال فترة وجيزة من بعد تكونه.
وفي أعماق أكبر حيث ترتفع الكثافة إلى ثلاثة أضعاف كثافة النواة الذرية ولا نعرف ماهي صفات تلك الحالة الغريبة تماما عن ما نعهده، حتى أن تمثيلها في معجل جسيمات لدراستها ليس ممكنا.
وقد تتكون على ذلك العمق منطقة مركزية من بيونات أو كايونات. وبما أن تلك الجسيمات من نوع البوزونات ولا تتبع مبدأ استبعاد باولي فإنهم جميعا يمكن ان يشغلوا نفس مستوى الطاقة الكمومي المنخفض وتكوين تكاثف بوز-اينشتاين ، وعندئذ فقد لا تستطيع تحمل الضغط الكبير جدا الواقع عليها بحيث قد يعتريها انهيار وتقلص ثاني وتصبح ثقبا أسودا.
وقد تكون إمكانية أخرى وهي تكوّن كواركات حرة ويسمى نجم كواركات. ومادة كتلك قد تتآثر بالتآثر القوي وتستقر رغم وجود الجاذبية. وحيث أن نجم كواركات يكون أكثر كثافة وبذلك يكون أصغر فمن المفروض أن يكون دوران نجم الكواركات حول محوره أسرع من النجم اليوتروني. ونجد بعض النجوم المرصودة في هيئة النباض لها دورات حول محورها أقل من 1.4 مللي ثانية إلى 30 ثانية وقد يكون النباض علامة على وجود تلك المادة الغريبة. بسبب انضغاطية النجم النيوتروني فإن جاذبية سطحها قد تفوق جاذبية الأرض حوالى مائة ألف مليون مرة.
وقد شوهد لأربعة من النباضات ارتفاع مفاجئ في تردد الدوران ويتبعه فترة ينخفض فيها تردد الدوران، فقد يكون ذلك ناتجا عن زلزال ناشئ عن تبادل الزخم الزاوي بين الطبقة الحديدة العليا في النجم النيوتروني والطبقة التي تحتها المكونة من دوامات دوارة للسائل النيوتروني ذو الميوعة الفائقة.
وسط خواص النجوم النيوترونية الفيزيائية المعقدة غير مفهومةٍ بشكلٍ كافٍ، لكن من الممكن أن توفر موجات الجاذبية معلومات فريدة من نوعِها. كمِثال، تميلُ الجاذبية العالية جداً على أسطح النجوم النيوترونية بجعلها كروية الشكل على نحوٍ مثالي. لكن بعض الباحثين قد قاموا بوضع نظرية تفيدُ بأنه من الممكن وجود ‘جبال’ – والتي يبلغ أرتفاعها، على أقصى تقدير، بعض المليمترات – والتي تكون السبب في جعل هذه الأجسام تبلغ العشرة كيلومترات في قُطرها، وذلِك غير متماثِلٍ قليلاً.
في العادة، تدور النجوم النيوترونية بسرعة عاليةٍ جداً، لذلك يشوّه التوزيع اللامتماثل للكتلة الزمكان وينتج أشارة موجة جاذبية مستمرة على شكل موجة جيب الزاوية (sin)، والتي تبعث وتُشعَ الطاقة وتُبطئ من سرعة دوران النجم.
أزواج النجوم النيوترونية التي تكون في مسار حول بعضها البعض، تقوم أيضا بأنتاج أشارةٍ مستمرة. كما يحصل في الثقوب السوداء، تقوم هذه النجوم بالدوران بشكلٍ حلزونيٍ حول بعضها البعض إلى أن تتداخل في النهاية، محدِثةً في بعض الأحيان صوتاً قوياً مسموعاً. لكن لحظاتها الأخيرة تختلفُ بشكلٍ كبير عن مثيلاتها في الثقوب السوداء.

## التشكل
يتمتع أي نجم من نجوم النسق الأساسي، ذي الكتلة الأولية الأعلى من 8 أضعاف كتلة الشمس، بالقدرة على التحول إلى نجم نيوتروني. مع تطور النجم بعيدًا عن نجوم النسق الأساسي، تنتج الاندماجات النووية اللاحقة لبًّا غنيًا بالحديد. عندما يُستنفد كل الوقود النووي في اللب، يُدعم اللب بضغط المواد المتحللة فقط. تؤدي الرواسب الإضافية للكتل الناتجة عن الاندماج النووي في طبقات النجم إلى تجاوز اللب لحد شاندراسيخار. يجري التغلب على ضغط التحلل الإلكتروني وينهار اللب بدرجة أكبر، ما يؤدي إلى ارتفاع درجات الحرارة إلى أكثر من 5 مليارات كلفن. عند درجات الحرارة هذه، يحدث الانحلال الضوئي (انحلال نوى الحديد لتكوين جسيمات ألفا بواسطة أشعة غاما عالية الطاقة). مع ارتفاع درجة الحرارة، تتحد الإلكترونات والبروتونات لتكوين النيوترونات عن طريق عملية التقاط الإلكترونات، ما يطلق سيلًا من النيوترينوات. عندما تصل الكثافة النووية إلى 4*1017 كيلوجرام/متر مكعب، يوقف مزيج من تنافر القوة النووية الشديدة وضغط التحلل النيوتروني عملية الانكماش. يتوقف الغلاف الخارجي النجمي المنكمش ويُدفع للخارج نتيجة تدفق النيوترينوات الناتجة عن تكوين النيوترونات، ليصبح النجم مستعرًا أعظم. ما يتبقى هو نجم نيوتروني. إذا كانت البقايا ذات كتلة أكبر من نحو ثلاث أضعاف كتلة الشمس، فسينهار النجم النيوتروني ليصبح ثقبًا أسود.
عندما ينكمش لبّ نجم ضخم خلال انفجار المستعر الأعظم من النوع الثاني أو من النوع الأول بي أو نوع الأول سي، لينهار مكونًا نجمًا نيوترونيًا، فإنه يحتفظ بمعظم زخمه الزاوي. لكن، نظرًا لأنه يتمتع بجزء صغير فقط من نصف قطره الأصلي (وبالتالي يقل عزم قصوره الذاتي بشكل كبير)، يتمتع النجم النيوتروني الناتج بسرعة دوران عالية جدًا، ثم يتباطأ على مدى فترة طويلة جدًا. تتمتع النجوم النيوترونية بفترات دوران تتراوح بين 1.4 مللي ثانية إلى 30 ثانية تقريبًا. كما تتمتع بجاذبية سطحية عالية جدًا نتيجة كثافتها العالية، مع قيم نموذجية تتراوح بين 1012 و1013 متر/ثانية مربع (أعلى بـ 1011 مرة من جاذبية الأرض). أحد مقاييس هذه الجاذبية الهائلة للنجوم النيوترونية هي حقيقة تمتعها بسرعة إفلات تتراوح من 100000 كيلومتر/ثانية إلى 150000 كيلومتر/ثانية، أي من نصف إلى ثلث سرعة الضوء. تسرع جاذبية النجم النيوتروني المواد الساقطة عليه إلى سرعة هائلة. من المحتمل أن تحلل قوة التصادم هذه المواد إلى ذراتها، ما يجعل كل المواد متطابقة، لتندمج مع النجم النيوتروني.

## الخصائص

### الكتلة ودرجة الحرارة
تبلغ كتلة النجم النيوتروني 1.1 ضعف كتلة الشمس على الأقل. يُسمى الحد الأعلى لكتلة النجم النيوتروني حد تولمان أوبنهايمر فولكوف، ويساوي بشكل عام 2.1 ضعف كتلة الشمس، لكن يشير تقدير حديث إلى أن الحد الأعلى يساوي 2.16 ضعف كتلة الشمس. أثقل نجم نيوتروني اكتُشف حتى الآن هو بّي إس آر جاي 0740 + 6620 المُكتشف في سبتمبر 2019 والذي يتمتع بكتلة تعادل 2.14 ضعف كتلة الشمس. النجوم المتراصة ذات الكتلة الأقل من 1.39 ضعف كتلة الشمس لحد شاندراسيخار هي عمومًا أقزام بيضاء، بينما يُتوقع أن تكون النجوم المتراصة ذات الكتلة المتراوحة بين 1.4 و2.16 ضعف كتلة الشمس نجومًا نيوترونية، ولكن هناك فاصل من بضعة أعشار كتلة الشمس ما يسمح بتداخل كتل النجوم النيوترونية منخفضة الكتلة والأقزام البيضاء عالية الكتلة. يُعتقد أنه بعد 2.16 ضعف كتلة الشمس، ستتغلب البقايا النجمية على تنافر القوة النووية الشديدة وضغط التحلل النيوتروني ما يؤدي لحدوث انهيار تثاقلي لإنتاج ثقب أسود، ولكن تتراوح أصغر كتلة مرصودة لثقب الأسود نجمي بنحو 5 أضعاف كتلة الشمس، بين 2.16 و5 أضعاف كتلة الشمس، اقتُرح وجود نجوم افتراضية متوسطة الكتلة مثل نجوم الكواركية والنجوم الكهروضعيفة، ولكن لم يثبت وجود أي منها.
تتراوح درجة الحرارة داخل نجم نيوتروني حديث التكون بين 1011 و1012 كلفن. مع ذلك، فإن العدد الهائل من النيوترينوات التي تنبعث منها تحمل الكثير من الطاقة ما يؤدي لانخفاض درجة حرارة النجم النيوتروني المعزول إلى نحو 106 كلفن في غضون بضع سنوات. عند درجة الحرارة المنخفضة هذه، يكون معظم الضوء الناتج عن النجم النيوتروني في نطاق الأشعة السينية.
اقترح بعض الباحثين نظام لتصنيف النجوم النيوترونية باستخدام الأرقام الرومانية (مع مراعاة عدم الخلط بينها وبين فئات يركس لضياء النجوم غير المتحللة) لتصنيف النجوم النيوترونية حسب كتلتها ومعدلات برودها: النوع الأول للنجوم النيوترونية ذات الكتلة ومعدلات البرود المنخفضة، النوع الثاني للنجوم النيوترونية ذات الكتلة ومعدلات البرود الأعلى، والنوع الثالث المُقترح للنجوم النيوترونية ذات الكتلة الأعلى من ذلك، القريبة من ضعفي كتلة الشمس، ومعدلات البرود الأعلى والتي ربما تكون نجومًا غريبة.

### الكثافة والضغط
تتمتع النجوم النيوترونية بكثافة إجمالية تتراوح بين3.7*1017 و 5.9*1017 كيلوجرام/متر مكعب (بين 2.6*1014 و4.1*1014 ضعف كثافة الشمس)، والتي يمكن مقارنتها بالكثافة التقريبية للنواة الذرية التي تساوي 3*1017 كيلوجرام/متر مكعب. تتراوح كثافة النجم النيوتروني بين 1*109 كيلوجرام/متر مكعب في القشرة - تزداد مع العمق – و6*1017 أو 8*1017 كيلوجرام/متر مكعب (أعلى من كثافة من النواة الذرية) في أعماق النجم. النجم النيوتروني كثيف للغاية لدرجة أن ملعقة صغيرة (5 ملليلترات) من مادته تمتلك كتلةً تزيد عن 5.5*1012 كيلوجرام، أي حوالي 900 ضعف كتلة الهرم الأكبر في الجيزة. في مجال الجاذبية الهائل للنجم النيوتروني، تزن هذه الملعقة من مادته1.1*1025 نيوتن، وهو ما يعادل 15 ضعف وزن القمر إذا وُضع على سطح الأرض. سوف تتسع الكتلة الكاملة للأرض بكثافة النجوم النيوترونية داخل كرة بقطر 305 متر (أي نفس قطر مرصد أرسيبو). يزداد الضغط من 3.2*1031 إلى 1.6*1034 باسكال من القشرة الداخلية نحو المركز.
إن معادلة حالة المادة في مثل هذه الكثافات العالية غير معروفة بدقة بسبب الصعوبات النظرية المرتبطة باستنتاج السلوك المحتمل للديناميكا اللونية الكمية والموصلية الفائقة والميوعة الفائقة للمادة في هذه الحالات. تتفاقم المشكلة بسبب الصعوبات التجريبية لرصد خصائص أي شيء يبعد مئات الفراسخ الفلكية أو أكثر.
يحتوي النجم النيوتروني على بعض خصائص النواة الذرية، بما في ذلك الكثافة (بحدود قيمة أسية) ويتكون من نويات. في الكتابة العلمية العامة، تُوصف النجوم النيوترونية أحيانًا بأنها نوى عملاقة. مع ذلك، من نواح أخرى، تختلف النجوم النيوترونية والنوى الذرية بشكل كبير. الأنوية متماسكة معًا بواسطة القوة النووية القوية، في حين يرتبط النجم النيوتروني بواسطة الجاذبية. كثافة الأنوية موحدة، في حين يُتوقع أن تكون النجوم النيوترونية مكونة من طبقات متعددة ذات تركيبات وكثافات مختلفة.

### عدد النجوم النيوترونية وبُعدها
في الوقت الحاضر، هناك نحو 2000 نجم نيوتروني معروف في مجرة درب التبانة وسحب ماجلان، مُعظمها نجوم نباضة راديوية. تتركز النجوم النيوترونية في الغالب على طول قرص درب التبانة، على الرغم من أن الانتشار المتعامد على القرص كبير لأن انفجارات المستعر الأعظم يمكن أن تسرع النجوم النيوترونية المتكونة حديثًا إلى سرعات انتقالية عالية (400 كيلومتر/ثانية).
يشمل بعض أقرب النجوم النيوترونية المعروفة نجم آر إكس جاي 1856.5 3754، الذي يبعد نحو 400 سنة ضوئية عن الأرض، ونجم بّي إس آر جاي 0108 1431 الذي يبعد نحو 424 سنة ضوئية. آر إكس جاي 1856.5 3754 هو عضو في مجموعة قريبة من النجوم النيوترونية تسمى العجائب السبعة. أطلق علماء كنديون وأمريكيون اسم كالفيرا على نجم نيوتروني آخر اكتُشفوه وهو يعبر خلفية كوكبة الدب الأصغر، نسبةً لاسم الشخصية الشريرة في فيلم العجائب السبعة الصادر عام 1960. اكتُشف هذا الجرم المتحرك بسرعة باستخدام كتالوج روسات/الأجسام الساطعة.
لا يمكن اكتشاف النجوم النيوترونية إلا بالتكنولوجيا الحديثة خلال المراحل الأولى من حياتها (غالبًا أصغر من مليون سنة تقريبًا) ويفوقها بالعدد الكثير من النجوم النيوترونية القديمة التي لا يمكن اكتشافها إلا من خلال إشعاع الجسم الأسود الصادر منها وتأثير جاذبيتها على النجوم الأخرى.

### الغلاف المغناطيسي
تتراوح شدة الحقل المغناطيسي على سطح النجوم النيوترونية بين 104 و1011 تسلا. هذه الحقول أقوى بعدة قيم من أي جرم آخر: للمقارنة، تمكن العلماء من توليد حقل مغناطيسي مستمر بشدة 16 تسلا في المختبر، وهو كافٍ لتعليق ضفدع حي في الهواء بفعل تأثير المغناطيسية المعاكسة. من المرجح أن تكون الاختلافات في شدة الحقل المغناطيسي هي العامل الرئيسي الذي يسمح بتمييز الأنواع المختلفة من النجوم النيوترونية من خلال أطيافها، ويشرح دورية النجوم النباضة.
تتمتع النجوم النيوترونية المعروفة باسم النجوم المغناطيسية بأقوى الحقول المغناطيسية، تتراوح شدتها بين 108 و1011 تسلا، وأصبحت الفرضية المقبولة على نطاق واسع لأنواع النجوم النيوترونية المعروفة باسم مرددات غاما الضعيفة (إس جي آر) ونجوم نباض الأشعة السينية الشاذة (إيخ إكس بّي). تُعتبر كثافة الطاقة المغناطيسية لحقل بشدة 108 تسلا شديدةً للغاية، إذ تتجاوز كثافة طاقة كتلة المادة العادية. تستطيع هذه الحقول استقطاب الفراغ لدرجة يصبح فيها الفراغ ذي انكسار مزدوج. يمكن أن تندمج الفوتونات أو تنقسم إلى قسمين، ويمكن توليد أزواج من الجسيمات والجسيمات المضادة الافتراضية. يغير الحقل مستويات طاقة الإلكترون وتُدفع الذرات لتشكيل أسطوانات رقيقة. على عكس النجوم النباضة العادية، يمكن توليد الغزل السفلي للنجوم المغناطيسية من خلال حقولها المغناطيسي مباشرةً، والحقل المغناطيسي قوي بما يكفي لإجهاد القشرة لتتشقق في النهاية. تتسبب تشققات القشرة حدوث زلازل نجمية، تُرصد على شكل انفجارات ملي ثانية من أشعة غاما القوية. تُحصر الكرة النارية بفعل الحقل المغناطيسي، وتخرج وتدخل عندما يدور النجم، إذ تُرصد على شكل انبعاثات مرددات غاما الضعيفة (إي جي آر) بفترة تتراوح بين 5 و8 ثانية وتستمر لبضع دقائق.
لا تزال أصول الحقول المغناطيسية القوية غير واضحة حتى الآن. إحدى الفرضيات هي فرضية حفظ التدفق، أي حفظ التدفق المغناطيسي الأصلي أثناء تشكل النجم النيوتروني. إذا كان الجرم يتمتع بتدفق مغناطيسي معين على مساحة سطحه، وإذا تقلصت هذه المنطقة إلى منطقة أصغر، ونتيجة حفظ التدفق المغناطيسي، فستزداد شدة الحقل المغناطيسي في المقابل. بالمثل، يبدأ النجم المنهار بمساحة سطح أكبر بكثير من النجم النيوتروني الناتج، وسيؤدي حفظ التدفق المغناطيسي إلى تولد حقل مغناطيسي أقوى بكثير. مع ذلك، فإن هذا التفسير البسيط لا يفسر تمامًا شدة الحقل المغناطيسي للنجوم النيوترونية.

## الكواكب
يمكن أن تستضيف النجوم النيوترونية كواكب خارجية. يمكن أن تكون كواكب أصلية أو تدور حول نجم ثنائي أو مُلتقطة أو ناتجة عن مرحلة ثانية من تشكل الكواكب. يمكن للنجوم النباضة أيضًا تجريد الغلاف الجوي للنجوم، تاركةً بقايا كوكبية، التي تُعرف باسم الكواكب الكاثونية أو جرم نجمي اعتمادًا على التفسير. بالنسبة للنجوم النباضة، يمكن الكشف عن هذه الكواكب النباضة باستخدام طريقة زمن النباض، التي تسمح باكتشاف الكواكب الأصغر بكثير بدقة عاليةً بشكل أفضل من الطرق الأخرى. تم تأكيد اكتشاف نظامين بشكل قاطع. كانت الكواكب الخارجية الأولى التي اكتُشفت على الإطلاق هي الكواكب الثلاثة دراغر بولتيرغيست وفوبيتر حول نجم بّي إس آر بي 1257+12 بين عامي 1992 و1994. من بينها، يُعد دراغر أصغر كوكب خارجي اكتُشف على الإطلاق، بكتلة تبلغ ضعفي كتلة القمر فقط. نظام آخر هو بّي إس آر بي 1620 26 النجمي، حيث يدور كوكب حول نظام ثنائي مكون من نجم نيوتروني وقزم أبيض. أيضًا، هناك العديد من الكواكب المُرشحة غير المؤكدة. تتلقى الكواكب النباضة ضوءًا مرئيًا قليلًا، ولكن كميات هائلة من الإشعاع المؤين والرياح النجمية عالية الطاقة، ما يجعلها بيئات عدائية للحياة إلى حد ما.

## وصلات خارجية
- نجم نيوتروني (علم الفلك) على موسوعة بريتانيكا (بالإنجليزية)
- محاكاة تُظهر اندماج نجمين نيوترونيين وإطلاق أمواج الجاذبية الناتج عن عملية الاندماج